# Рязанско-Владимирская узкоколейная железная дорога

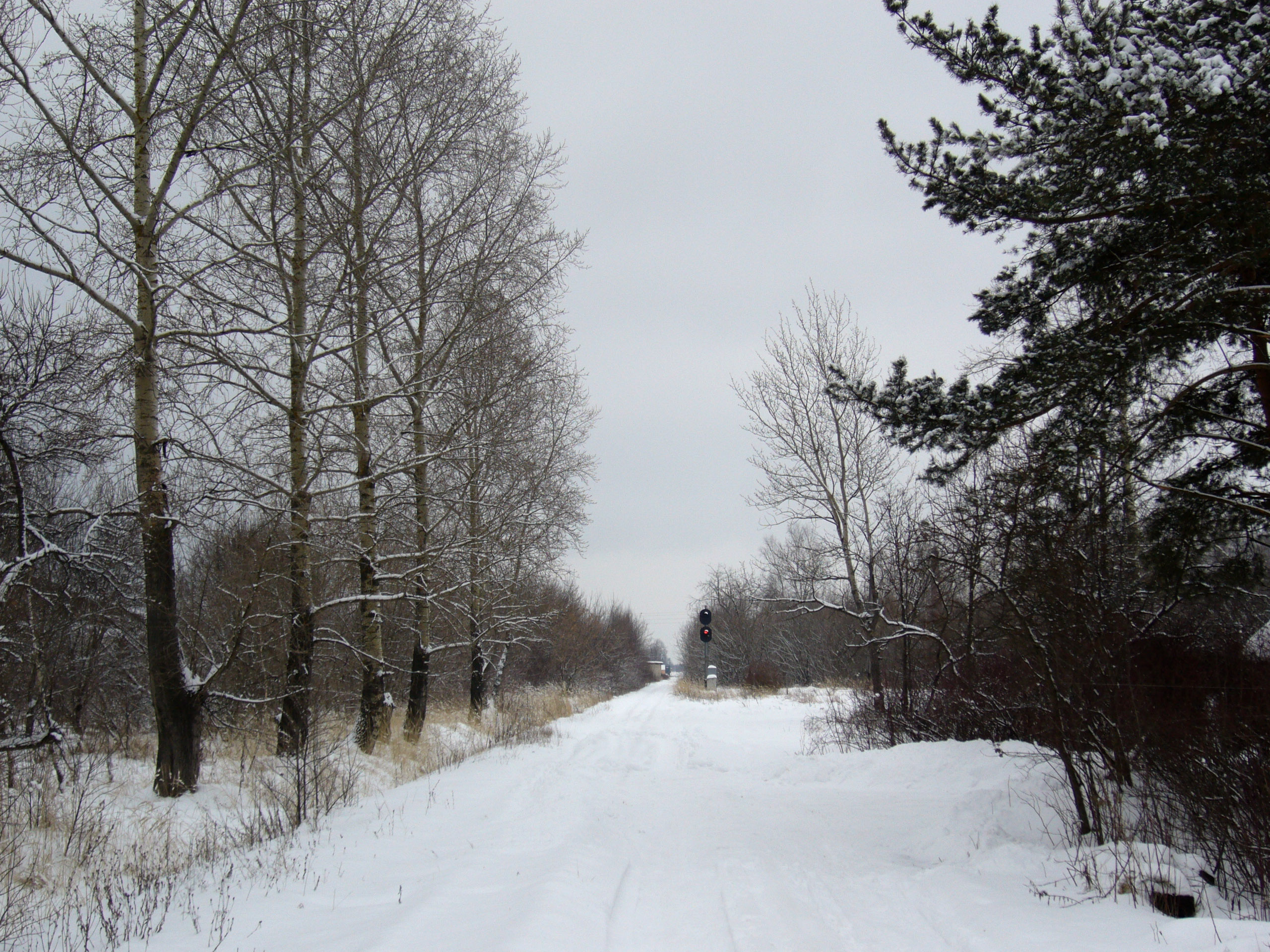
Работающая светофорная сигнализация на Рязанско — Владимирской УЖД, февраль 2009 года

Ряза́нско-Влади́мирская узкоколе́йная желе́зная доро́га (Мещёрская магистра́ль, Ту́мская узкоколе́йка) — бывшая узкоколейная железная дорога (ширина колеи 750 мм), открытая в 1901 году по направлению Рязань — Тума — Владимир и большую часть своей истории связывавшая промышленность Мещёры с железной дорогой широкой колеи на станции Тума. На момент открытия длина основного пути была 211 км. Мещёрская магистраль сыграла существенную роль в развитии покрытых лесом районов левобережья Оки. В 2011 году последний участок узкоколейной железной дороги был полностью демонтирован.

## Предыстория
В 1893 году к востоку от Криуши произошёл крупный низовой пожар, после которого было решено заготовить погибший лес на дрова. Для вывоза древесины была построена узкоколейная Ока-Пенкинская линия, начинающаяся от берега Оки, и за два года был вывезен весь лес.

## Строительство

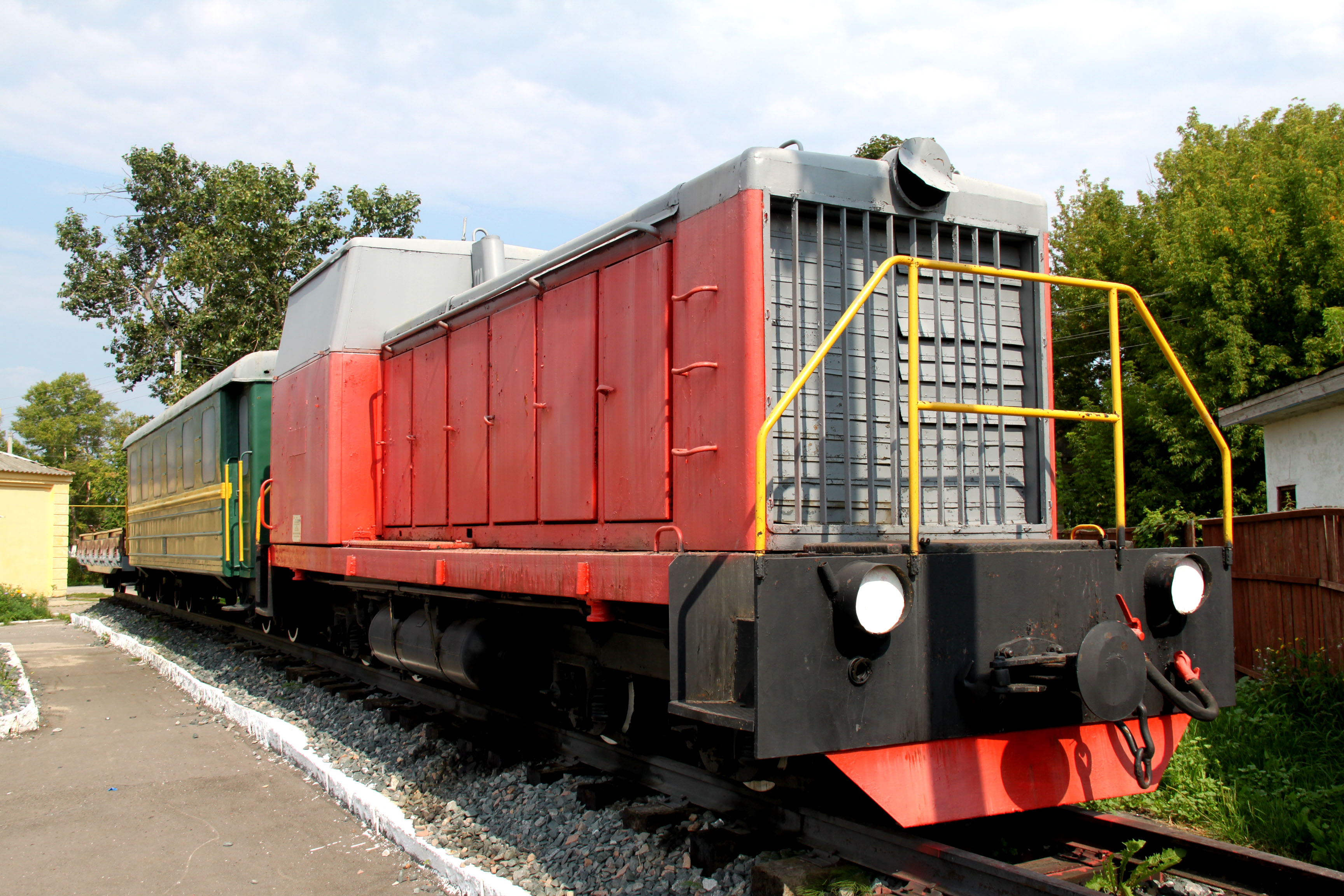
Тепловоз ТУ7А, ранее курсировавший по узкоколейке.

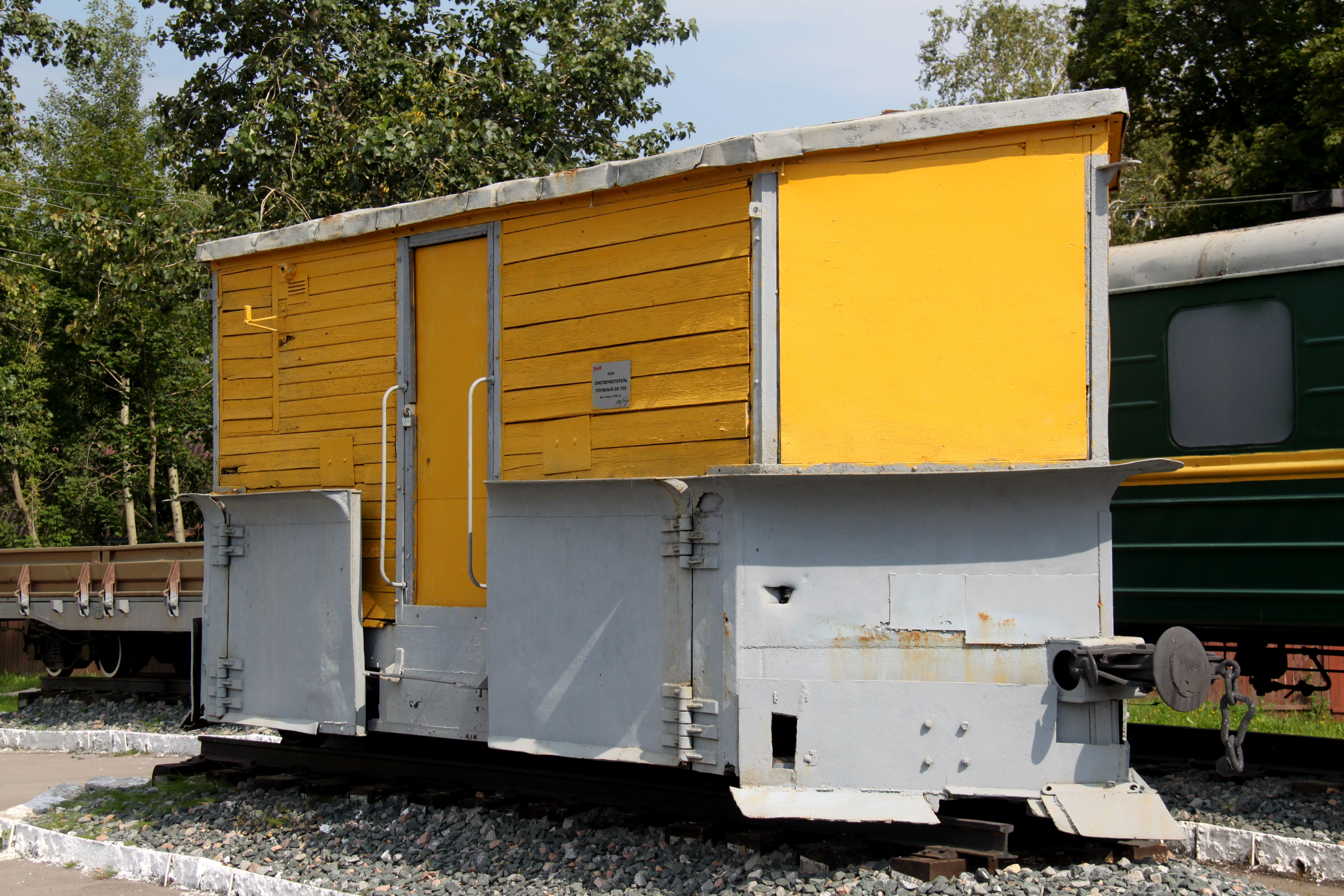
Плужный снегоочиститель СО-750, расчищавший снег на путях.

На волне железнодорожного бума конца XIX века (строительство Транссибирской магистрали и многих других линий) было решено соединить Владимир с Рязанью узкоколейной железной дорогой общего пользования, частично использовав временную лесовозную трассу Ока-Пенкинской линии. Строительство началось в 1897 году, причём изначальный проект был переработан по просьбе купцов, и основная трасса прошла через город Спас-Клепики. Это удлинило линию на 20 км и потребовало сооружения 200-метрового деревянного моста через пойму реки Пра, однако впоследствии затраты окупились увеличением грузо- и пассажиропотока. В районе Спас-Клепиков открылись ватные фабрики, снабжавшие своим сырьём почти всю Россию. В 1898 году ветка была достроена до Тумы, а в 1900 — до Владимира. В 1901 году было открыто сквозное движение от станции Рязань-Пристань до Владимира (протяжённость линии — 211 километров).
Станция Рязань-Пристань находилась в заречных лугах за Окой к северо-востоку от Рязани. Из города на станцию пассажиры и грузы попадали по плашкоутному мосту. Полноценного моста через реку так и не было построено, что обусловило отсутствие транзитных перевозок по ветке. При строительстве был предусмотрен тот факт, что каждую весну часть железной дороги затапливалась во время разлива Оки. Отрезок пути между Рязанью-Пристанью и Шумашью примерно на 6 км уходил под воду. Начальная станция Рязань-Пристань также называлась Рязань-затопляемая, в паводок поезда ходили от станции Шумашь (Рязань-незатопляемая), однако в сильный паводок затопляло и её.

## Советский период
В 1923—1924 году отрезок Тума — Владимир был переделан на колею 1520 мм с постройкой железобетонного моста через Клязьму вместо деревянного, он продолжает функционировать до настоящего времени. В период гражданской войны магистраль практически не пострадала, и в ходе индустриализации 1920—30-х годов обросла многочисленными боковыми ветками на лесозаготовки. Крупнейшей из них являлось ответвление на юг от разъезда Гуреевский до станций Голованова Дача и Чарусский лесозавод. На станции Курша-2, находившейся на этой ветке, летом 1936 года произошёл пожар, в результате которого по некоторым данным погибло более 1000 человек.
В Великую Отечественную войну немцы подошли к Рязани на 30 км, и по узкоколейке во Владимир и далее вглубь страны эвакуировалось оборудование заводов и фабрик.
В 1950-х годах РВУЖД стала использоваться для перевозки торфа. Тогда же стали переходить с паровозов на тепловозы ТУ2.

Карта сети УЖД перед началом массовых закрытий

После строительства автомобильного моста через Оку в 1972 году и прокладки шоссе Рязань — Спас-Клепики — Тума — Касимов — Сасово грузо- и пассажиропоток Мещёрской магистрали стал уменьшаться, поскольку автомобильный транспорт обладает конкурентными преимуществами перед узкоколейной линией общего пользования. Весной 1971 года на станцию Рязань-Пристань пришёл последний поезд, а затем шестикилометровый затопляемый участок от неё до Шумаши был разобран. Ответвления в районе станции Курша-2 и Чарусского лесозавода были разобраны ещё раньше, в 1950-х годах.
В 1976 году станция Пилево Рязанско-Владимирской узкоколейной железной дороги была соединена с железнодорожной веткой Кривандино — Рязановка Московской железной дороги широкой колеи.
В 1990-х годах линии за раздъездом Гуреевский стали практически невостребованными.
В 1996 году было закрыто движение по участку Шумашь — Солотча — Спас-Клепики — Гуреевский, в 1998 году были сняты рельсы с перегонов Шумашь — Солотча и Солотча — Ласково, а в 2000 году разобрали участок Спас-Клепики - Гуреевский. Мост через Пру в Спас-Клепиках сгорел 31 декабря 2003 года.

## Ликвидация

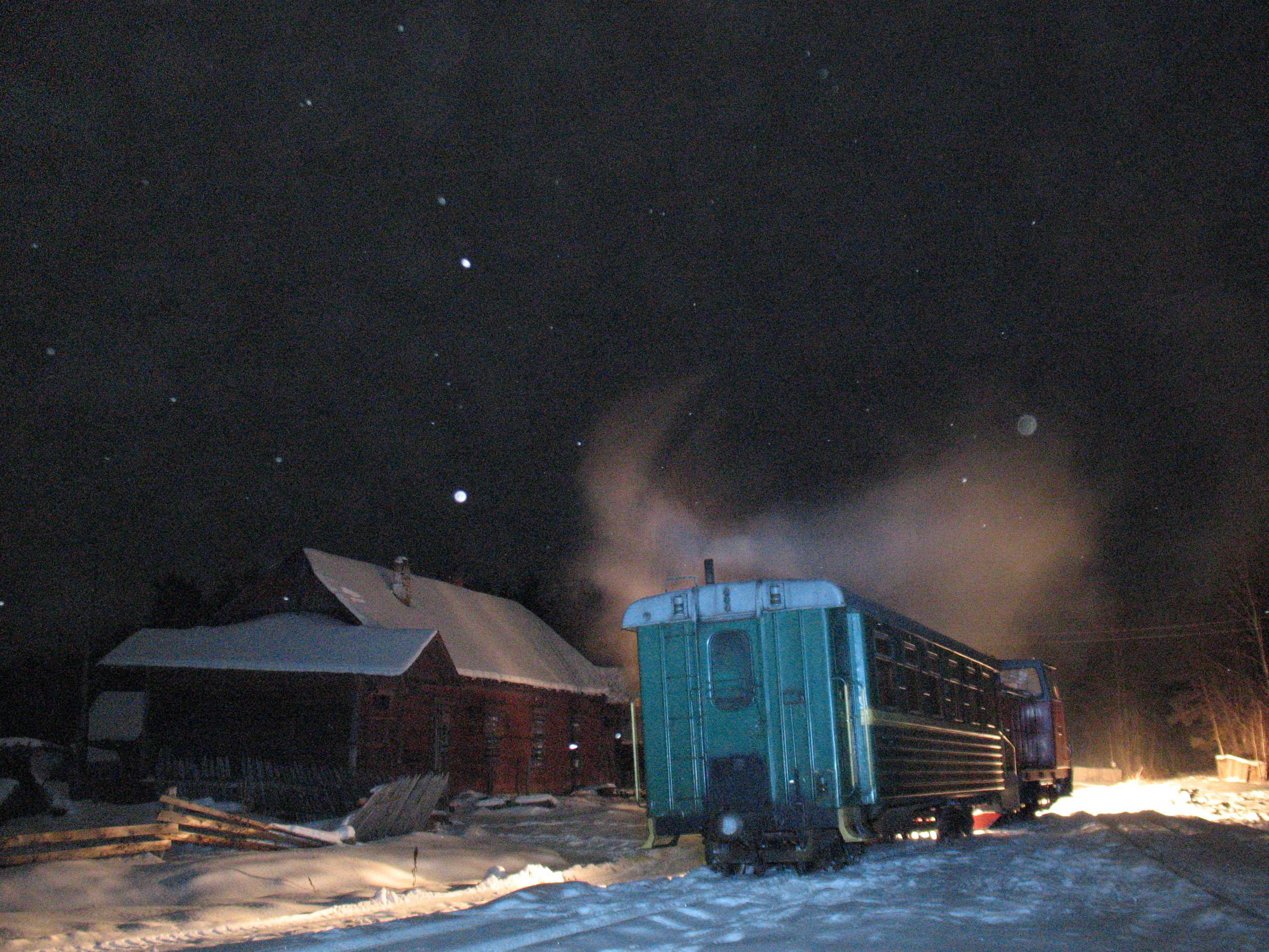
Поезд у вокзала Голованова Дача, 31 декабря 2007 года

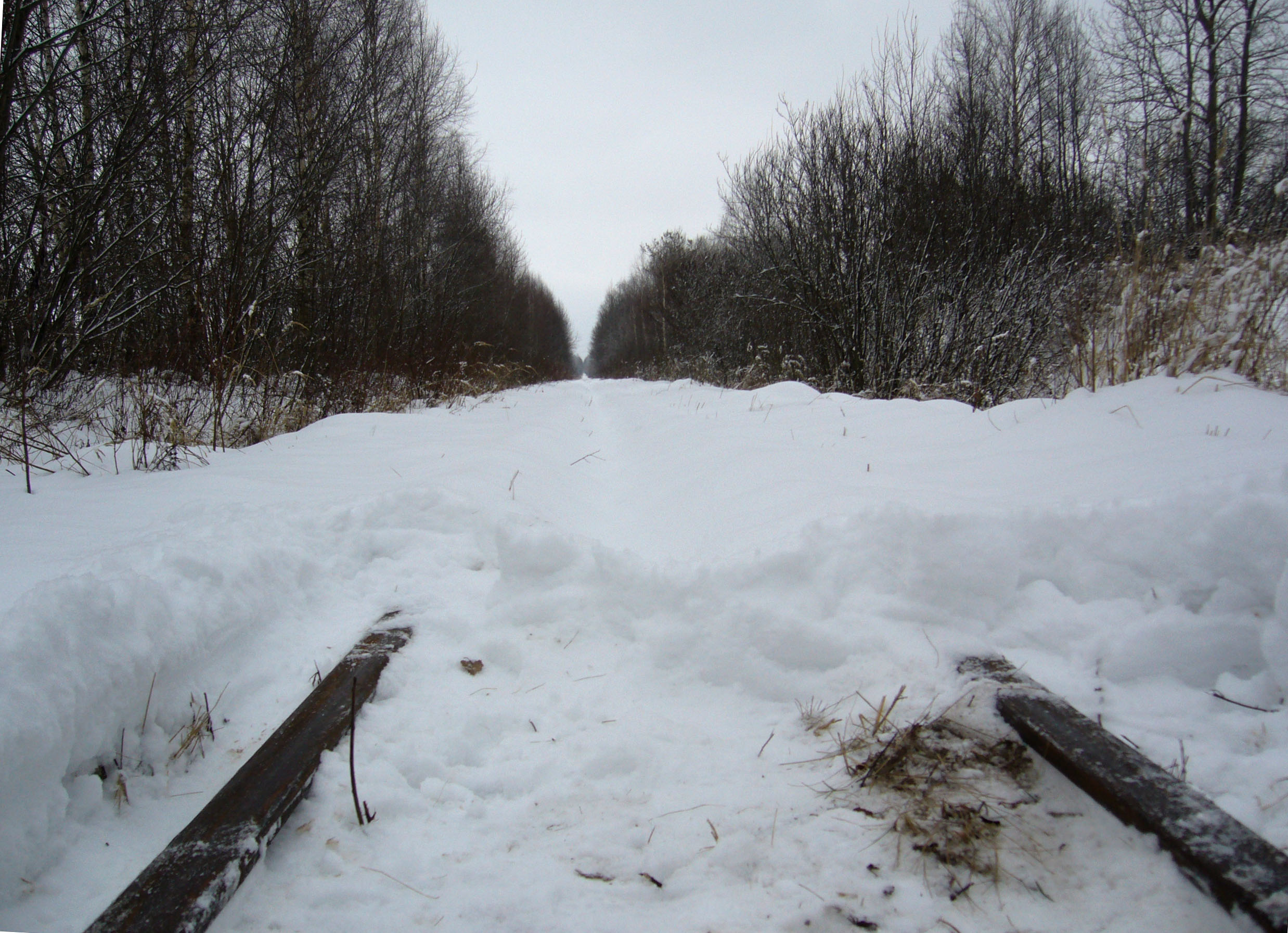
Участок Тумская — Гуреевский, путь в направлении на Гуреевский, февраль 2009 года

На 2007 год в рабочем состоянии сохранялся лишь один участок. Он является единственной в России дорогой с колеёй 750 мм, который находится в ведении ОАО «РЖД» и входит в общую сеть железных дорог общего пользования. Горьковская железная дорога вынуждена содержать 6-километровый участок в Клепиковском районе от станции Тумская до разъезда Гуреевский и далее по ответвлению до станции Голованова Дача (ещё 25 километров), поскольку это единственная нормальная дорога, соединяющая посёлок Голованово с «большой землёй».
В апреле 2008 года движение было остановлено из-за споров с администрацией Рязанской области. Движение осуществлялось только на путейских дрезинах.
На март 2009 года Горьковская железная дорога, после проведения осмотра путей 11 мая 2008 года, признала путевое хозяйство «угрожающим безопасности движения поездов и жизни пассажиров». Всего 79 нарушений, 27 из которых «требуют закрытия движения». Для восстановления требуется заменить 18 деревянных мостов и три трубы.
Расходы на минимально требуемые работы оценены в 311,1 миллионов рублей, и в 428,3 миллионов рублей для полного ремонта. Затраты на эксплуатацию дороги составляют 3,991 миллионов рублей в год, в то время как сборы (на основе 14 рублей за 10 км) всего 0,336 миллионов рублей в год.

«В настоящее время администрация Рязанской области и федеральные органы исполнительной власти не готовы к финансированию данных расходов.»— http://www.norino.ru/golovanovo_rjd.jpg
Летом 2010 года лесными пожарами были уничтожены мосты на линии Гуреевский — Голованова Дача. Их предполагалось восстановить, но работы так и не были произведены.
В начале июля 2011 года начались работы по ликвидации узкоколейных путей на отрезке разъезд Гуреевский — станция Тумская . Позднее было установлено, что демонтаж путей был произведён с нарушением существующего законодательства, без предварительного соответствующего решения Министерства транспорта РФ.

## Упоминания в литературе

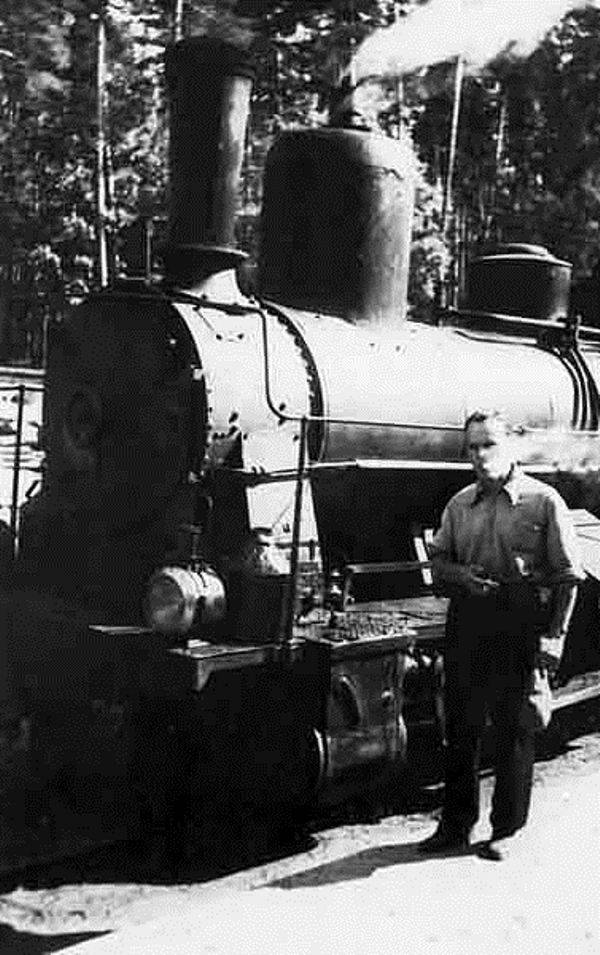
К.Г. Паустовский на узкоколейке, конец 1930 годов

Как известно, особое место в творчестве Константина Георгиевича Паустовского занимал Мещёрский край. Не обошёл он вниманием и лесную узкоколейку, которая стала одним из символов этого края:

За Гусем-Хрустальным, на тихой станции Тума, я пересел на поезд узкоколейки. Это был поезд времён Стефенсона. Паровоз, похожий на самовар, свистел детским фальцетом. У паровоза было обидное прозвище: «мерин». Он и вправду был похож на старого мерина. На закруглениях он кряхтел и останавливался. Пассажиры выходили покурить. Лесное безмолвие стояло вокруг задыхавшегося «мерина». Запах дикой гвоздики, нагретой солнцем, наполнял вагоны.
Пассажиры с вещами сидели на площадках — вещи в вагон не влезали. Изредка в пути с площадки на полотно начинали вылетать мешки, корзины, плотничьи пилы, а за вещами выскакивал и их обладатель, нередко довольно древняя старуха. Неопытные пассажиры пугались, а опытные, скручивая козьи ножки и поплёвывая, объясняли, что это самый удобный способ высаживаться из поезда поближе к своей деревне.

Узкоколейка в Мещёрских лесах — самая неторопливая железная дорога в Союзе. Станции завалены смолистыми брёвнами и пахнут свежей порубкой и дикими лесными цветами.— К. Г. Паустовский, Мещёрская сторона